# Ekaterina Schulmann
Ekaterina Michajłowna Schulmann z domu Zasławska, Екатерина Михайловна Шульман, Заславская (ur. 19 sierpnia 1978 w Tule) – rosyjska politolożka specjalizująca się w badaniach nad stanowieniem prawa.

## Życiorys
Schulmann wychowała się w Tule w środkowej Rosji, gdzie ukończyła szkołę średnią. Przebywała na kursie języka angielskiego w Toronto. W latach 1996–1999 zatrudniona w administracji miasta Tuły. Studiowała nauki polityczne w Rosyjskiej Akademii Gospodarki Narodowej i Administracji Publicznej przy Prezydencie Federacji Rosyjskiej. Po ukończeniu studiów pracowała w Dumie (1999–2006) i w firmie konsultingowej PBN Company. W 2013 uzyskała stopień kandydata nauk politycznych. Jest profesor nadzwyczajną macierzystej uczelni. Regularnie wypowiada się w mediach jako felietonistka i komentatorka, m.in. w Wiedomostiach, The New Times i Echu Moskwy. Mieszka w Moskwie.
Od 2018 do 21 października 2019 wchodziła w skład Prezydenckiej Rady do spraw Społeczeństwa Obywatelskiego i Praw Człowieka.
Jest w związku małżeńskim z Michaiłem, z którym ma trójkę dzieci.

## Książki
- Законотворчество как политический процесс (Legislation as a political process, 2014)
- Практическая политология: пособие по контакту с реальностью (Practical political science: A textbook on a contact with reality, 2015)